# درازه
درازه (به انگلیسی: Daraza) یک منطقهٔ مسکونی در پاکستان است که در ایالت سند واقع شده‌است. درازه ۴۶ متر بالاتر از سطح دریا واقع شده‌است.